# Arenys de Munt

Położenie gminy na mapie comarki Maresme.

Arenys de Munt – gmina w Hiszpanii, w Katalonii, w prowincji Barcelona, w comarce Maresme.
Powierzchnia gminy wynosi 21,29 km². Zgodnie z danymi INE, w 2006 roku liczba ludności wynosiła 7 721, a gęstość zaludnienia 362,66 osoby/km². Wysokość bezwzględna gminy równa jest 121 metrów.

## Miejscowości
W skład gminy Castelló d’Empúries wchodzi 16 miejscowości, w tym miejscowość gminna o tej samej nazwie. Te miejscowości to:
- Aiguaviva – liczba ludności: 37
- Arenys de Munt – 6327
- Arenys Residencial – 207
- El Barri del Migdia – 63
- Barri Nord – 32
- Barri Orient – 38
- Barri Ponent – 22
- Can Segrera – 21
- Collsacreu – 92
- La Creueta – 206
- Santa Rosa dels Pins – 56
- Subirans – 40
- Torrentbò – 41
- El Torrent d'en Puig – 28
- Els Tres Turons – 152
- Vallvidrera – 7

| 1900 | 1930 | 1950 | 1970 | 1986 | 1991 | 1996 | 1998 | 1999 | 2000 | 2001 | 2002 | 2003 | 2004 | 2005 | 2006 |
| ---- | ---- | ---- | ---- | ---- | ---- | ---- | ---- | ---- | ---- | ---- | ---- | ---- | ---- | ---- | ---- |
| 3003 | 3232 | 3066 | 4023 | 4654 | 4733 | 5483 | 5759 | 6037 | 6242 | 6512 | 6665 | 6977 | 7190 | 7369 | 7721 |